# Tylopilus felleus
Bolet amer, Bolet de fiel, Chicotin, Faux Cèpe
Espèce
Tylopilus felleus, le Bolet amer, Bolet de fiel, Chicotin ou Faux Cèpe est une espèce commune de champignon (Fungi) basidiomycète du genre Tylopilus dans la famille des Boletaceae. Ressemblant aux Cèpes et souvent confondu avec eux, son amertume le rend immangeable. Il est caractérisé par son pied orné d'un gros réseau sombre, ses pores devenant rosés avec l'âge et sa saveur amère.

## Taxonomie
Le nom correct complet (avec auteur) de ce taxon est Tylopilus felleus (Bull.) P.Karst.
L'espèce a été initialement classée dans le genre Boletus sous le basionyme Boletus felleus Bull..

### Synonymes
Tylopilus felleus a pour synonymes :
- Boletus alutarius Fr.
- Boletus alutarius Rostk.
- Boletus felleus f. albiceps Kauffman & Snell
- Boletus felleus f. plumbeoviolaceus Snell
- Boletus felleus f. rubrobrunneus Snell
- Boletus felleus var. obesus Peck
- Boletus felleus var. roseus Pers.
- Boletus felleus Bull.
- Boletus felleus Fr
- Dictyopus felleus (Bull.) Quél.
- Rhodoporus alutarius (Fr.) Bat.
- Rhodoporus felleus (Bull.) Bat.
- Rhodoporus felleus (Bull.) Quél.
- Suillus alutarius (Fr.) Kuntze
- Suillus felleus (Bull.) Kuntze
- Tylopilus alutarius (Fr.) Henn.
- Tylopilus alutarius (Fr.) Rea
- Tylopilus felleus var. alutarius (Fr.) P.Karst.
- Tylopilus felleus var. fuscescens P.Karst.
- Tylopilus felleus var. uliginosus A.H.Sm. & Thiers
- Tylopius alutarius (Fr.) Hennig

### Phylogénie

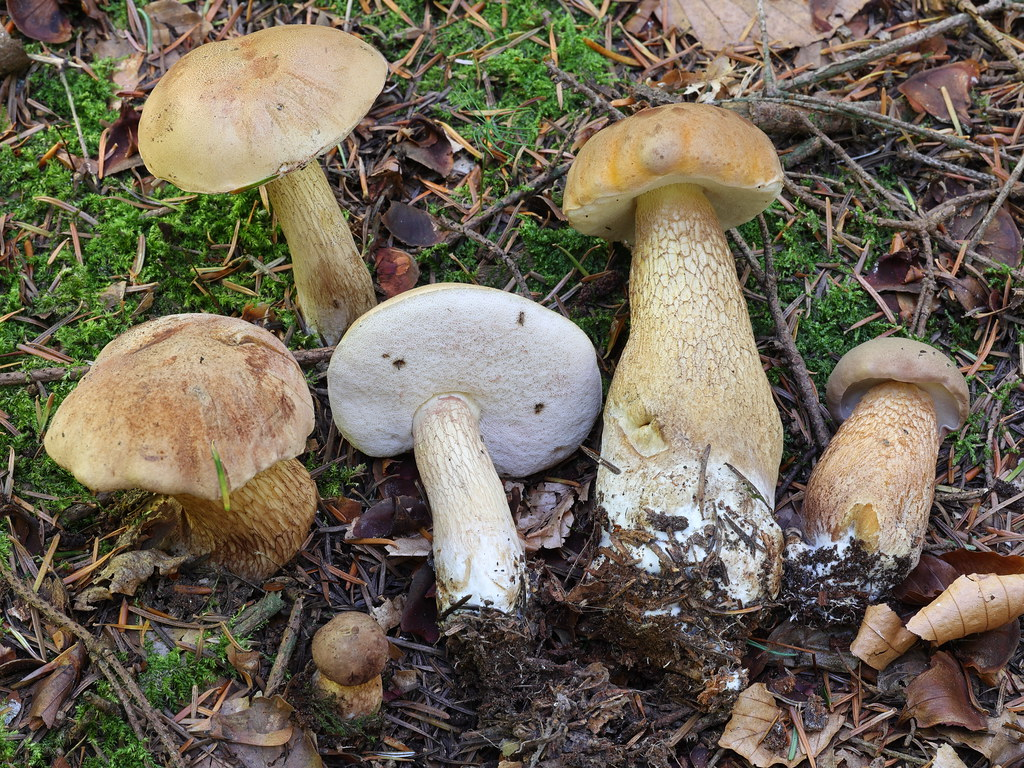
Collection de sporophores de T. felleus.

L'espèce a été décrite pour la première fois sous le nom de "Bolet chicotin" (Boletus felleus) par le mycologue français Pierre Bulliard en 1788. Petter Karsten l'a transféré en 1881 dans le genre Tylopilus en raison des spores roses et tubes adnés de l'espèce. Tylopilus felleus est l'espèce type du genre Tylopilus et son seul représentant en Europe.

### Étymologie
Tylopilus felleus tire son nom de genre du Grec tylos "bosse" et pilos "chapeau" et son nom spécifique du latin fel signifiant "bile", en référence à son goût amer, similaire à la bile.

### Noms vulgaires et vernaculaires
Ce taxon porte en français les noms vernaculaires ou normalisés suivants : Bolet chicotin, Bolet amer,, Bolet de fiel,, Chicotin,, Faux cèpe.

## Description morphologique

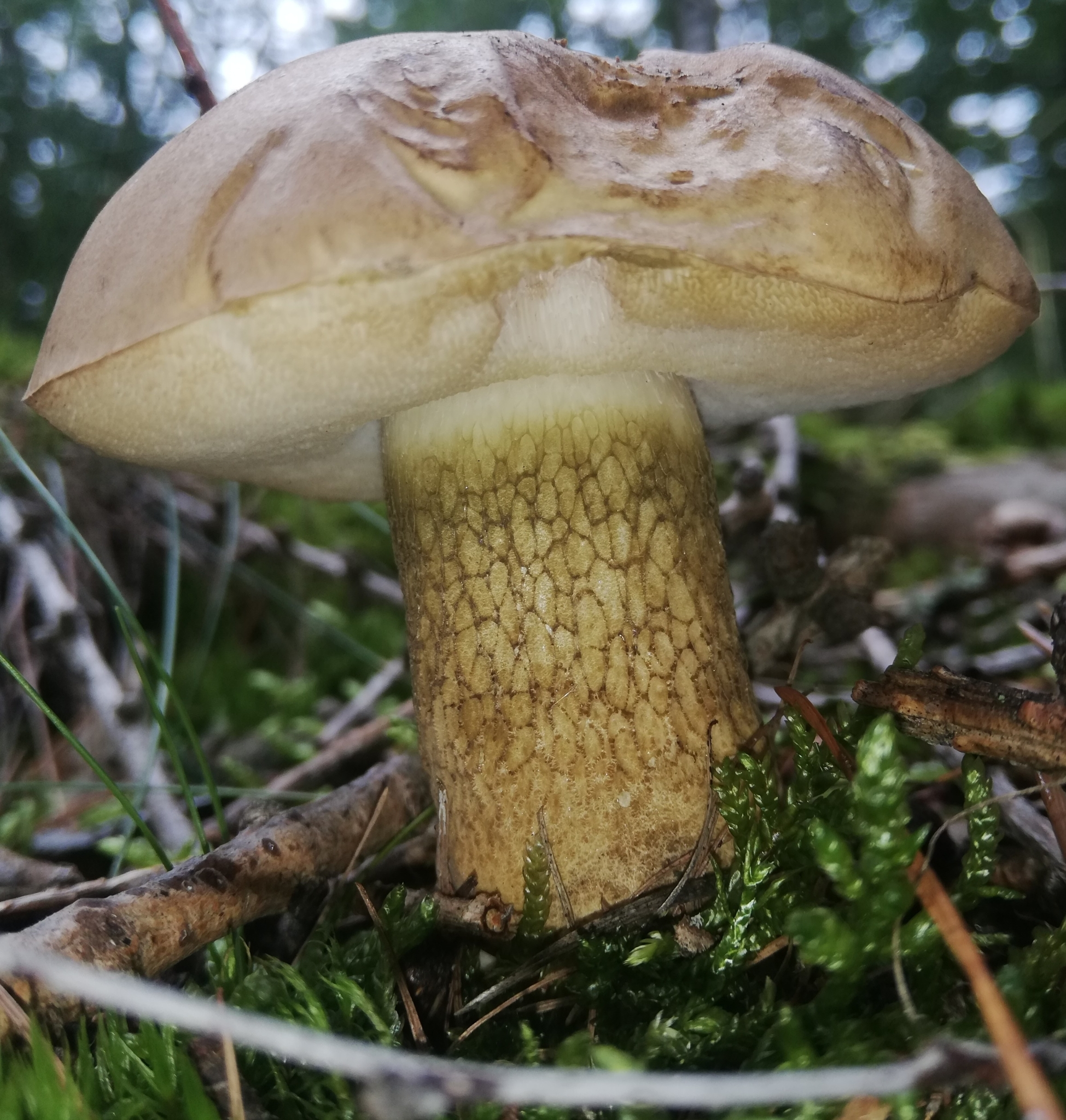
Réseau sombre et proéminent ornant le pied de T. felleus.

Les bolets sont des champignons dont l'hyménophore, constitué de tubes et terminés par des pores, se sépare facilement de la chair du chapeau. Ce chapeau d'abord rond, recouvert d'une cuticule, devient convexe à mesure qu’il vieillit. Ils ont un pied (stipe) central assez épais et une chair compacte. Les caractéristiques morphologiques de T. felleus sont les suivantes :
Son chapeau mesure de 4 à 15 (jusqu'à 20) cm de diamètre. Il est hémisphérique puis étalé. Il est similaire aux chapeaux des bolets du groupe edulis. La cuticule est de couleur brun clair à brun foncé, bistre aux lésions. La marge est épaisse, excédante.
L'hyménophore est typiquement plus au moins enflé à maturité, saillissant sous le chapeau. Il présente des tubes d'abord blanc crème, puis roses à carnés. Les pores sont arrondis puis anguleux virant au rose sale par la sporée, qui est brun rosé.
Le stipe mesure 3 à 15 cm de longueur, sa forme est bulbeuse puis allongée et souvent courbée, blanc crème à la base à brun-roux au sommet, il est un orné d'un réseau sombre saillant, grossier et peu complexe.

La chair est épaisse, blanche, d'odeur agréable, mais à la saveur amère, surtout après cuisson.

Principaux caractères distinctifs
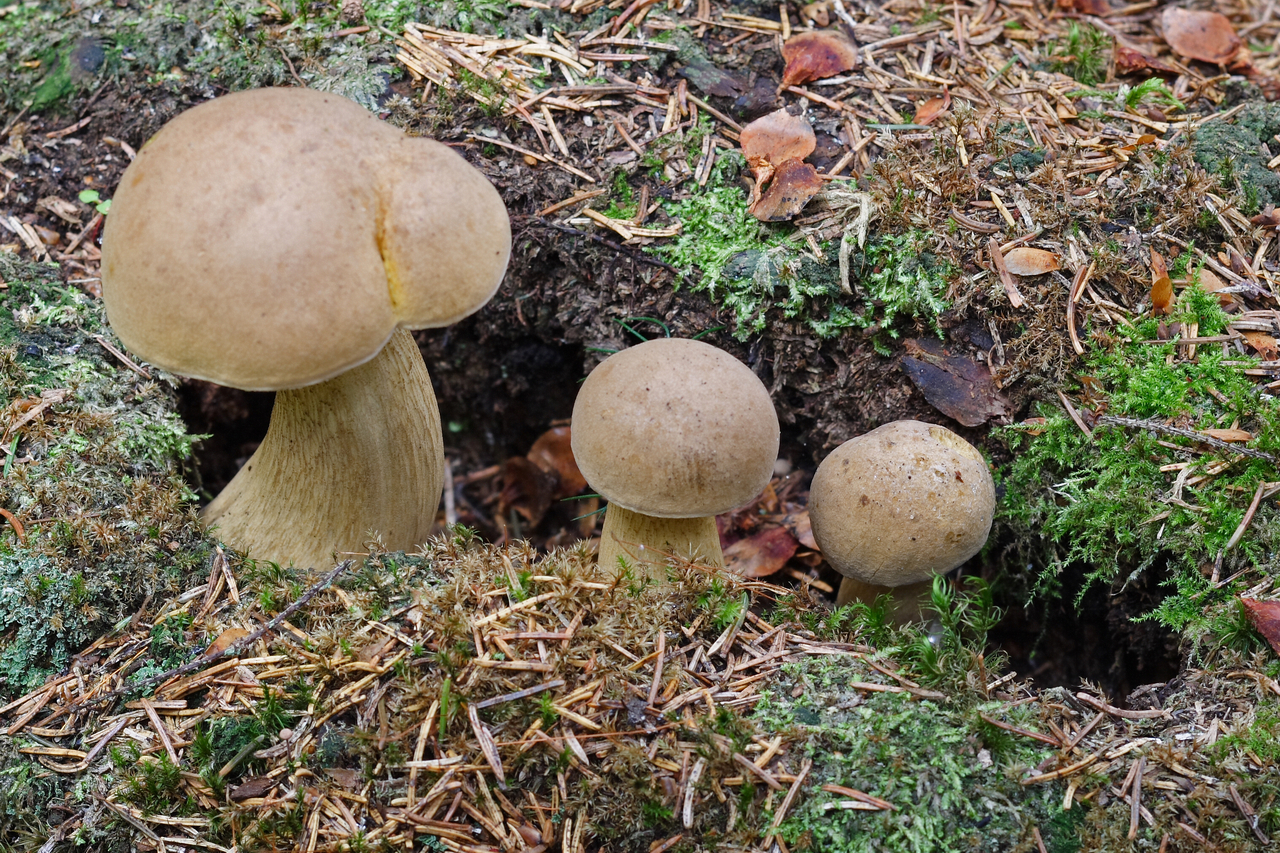
Chapeau de couleur brun terne uniforme, d'abord hémisphérique puis étalé.
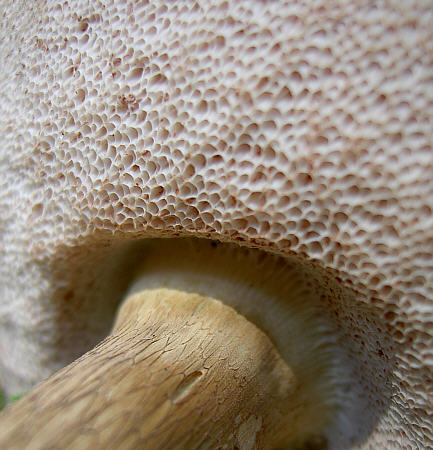
Hyménophore de couleur d'abord blanchâtre...
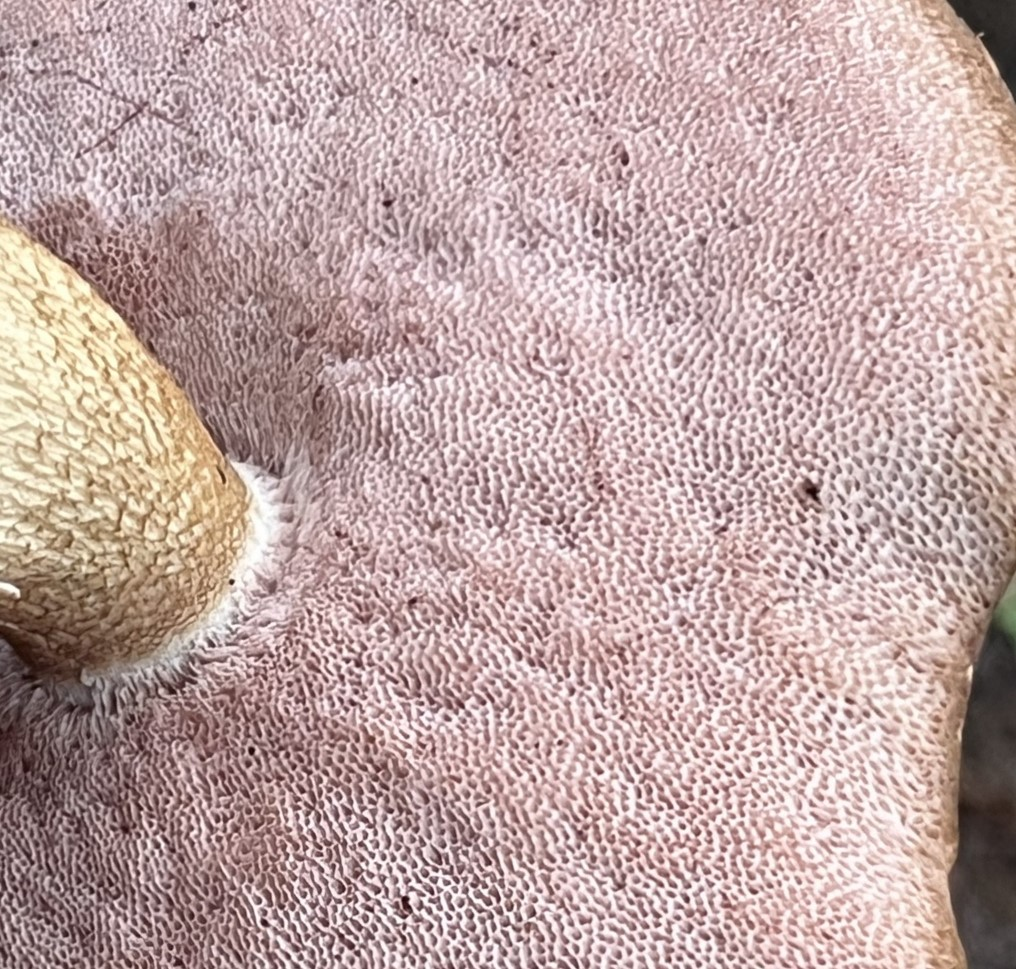
...puis rosâtre pâle, sale, brunâtre à la pression.
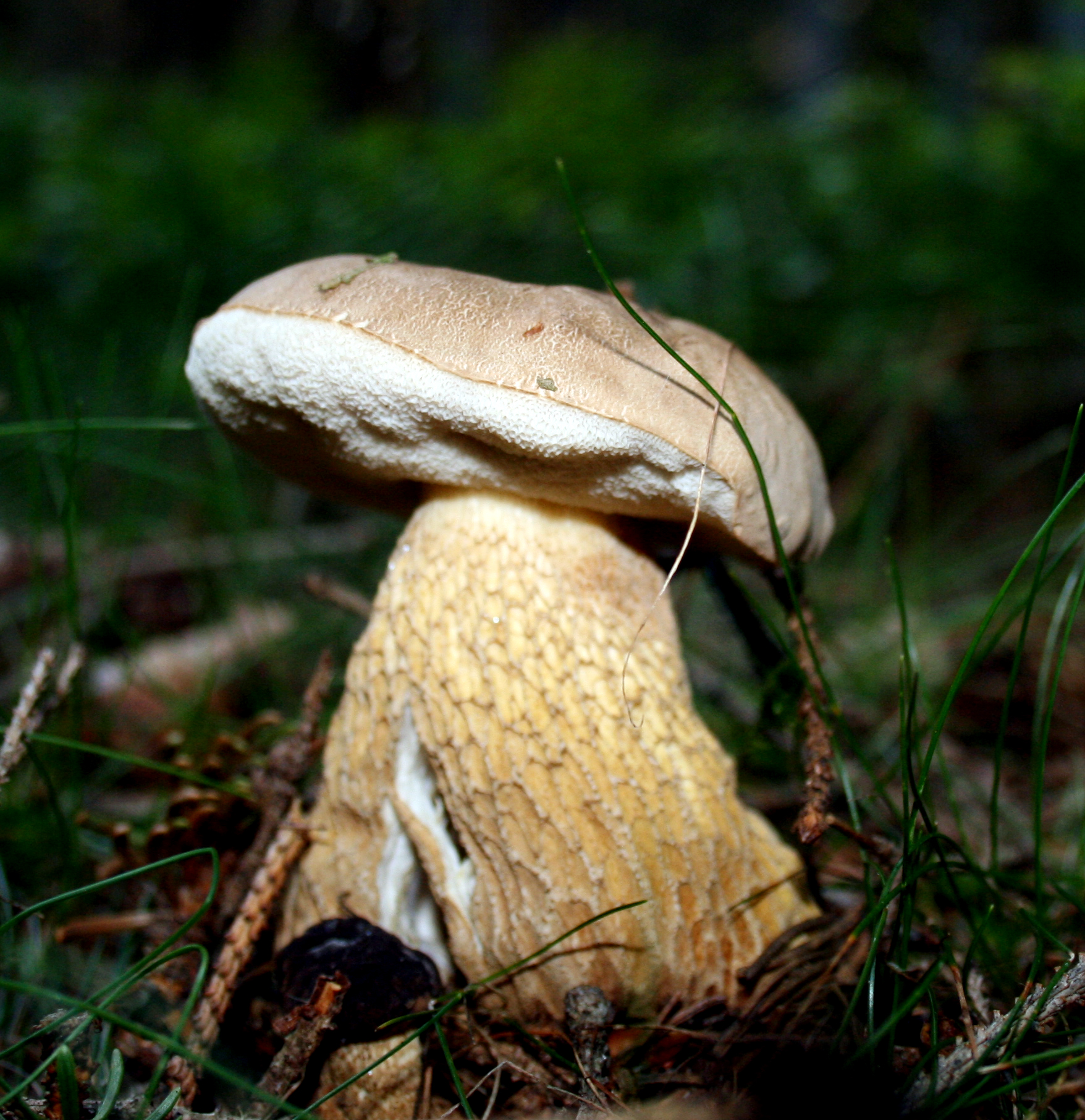
Il est souvent enflé sous le chapeau à maturité.
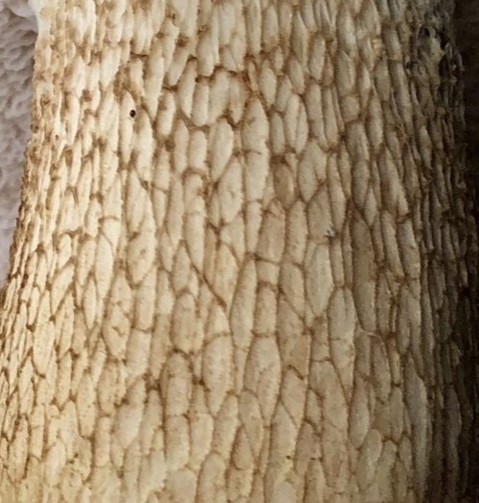
Pied brun orné d'un réseau sombre, épais et saillant.
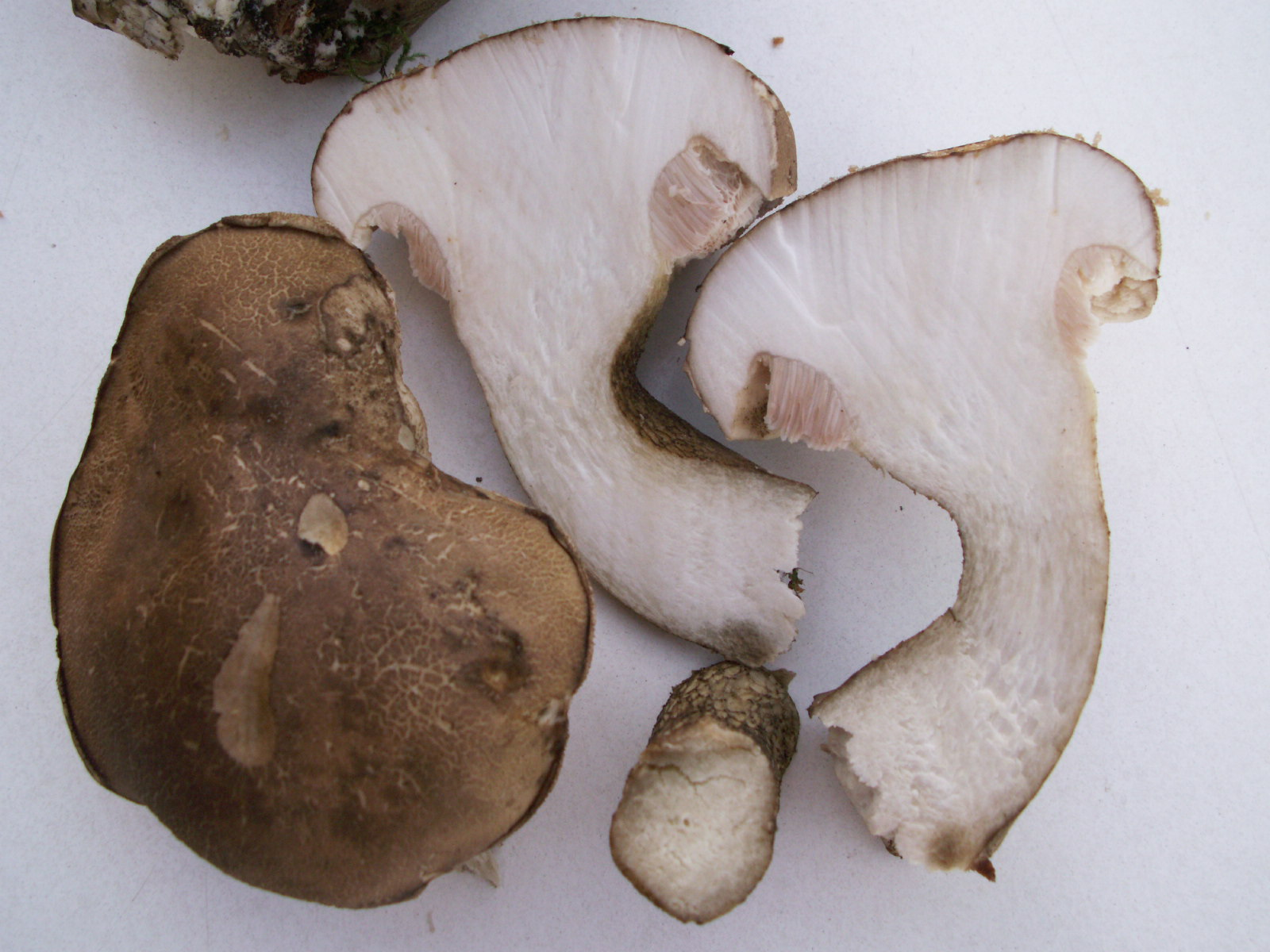
Chair immuable à la coupe (ne changeant pas de couleur), très amère.

### Caractéristiques microscopiques
Ses spores sont fusiformes, lisses, mesurant 12 à 15,5 µm x 4 à 5 µm.

## Galerie

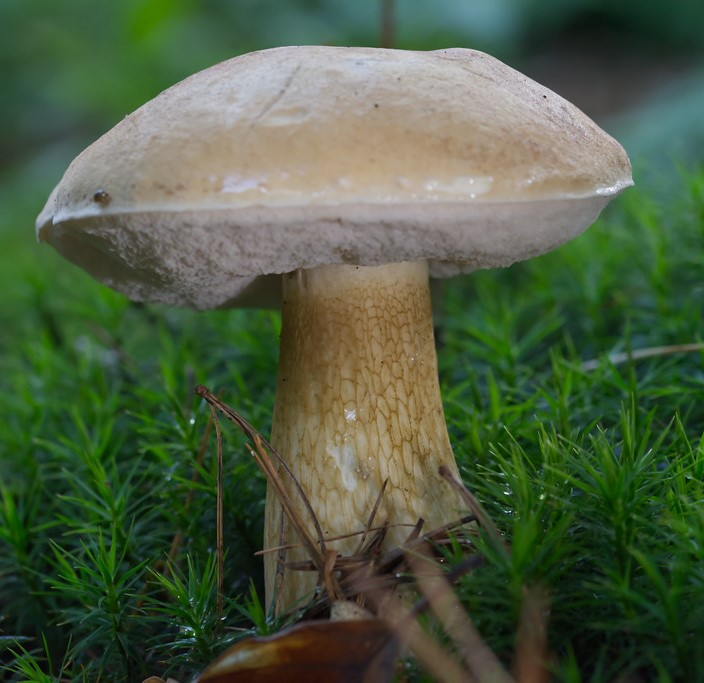
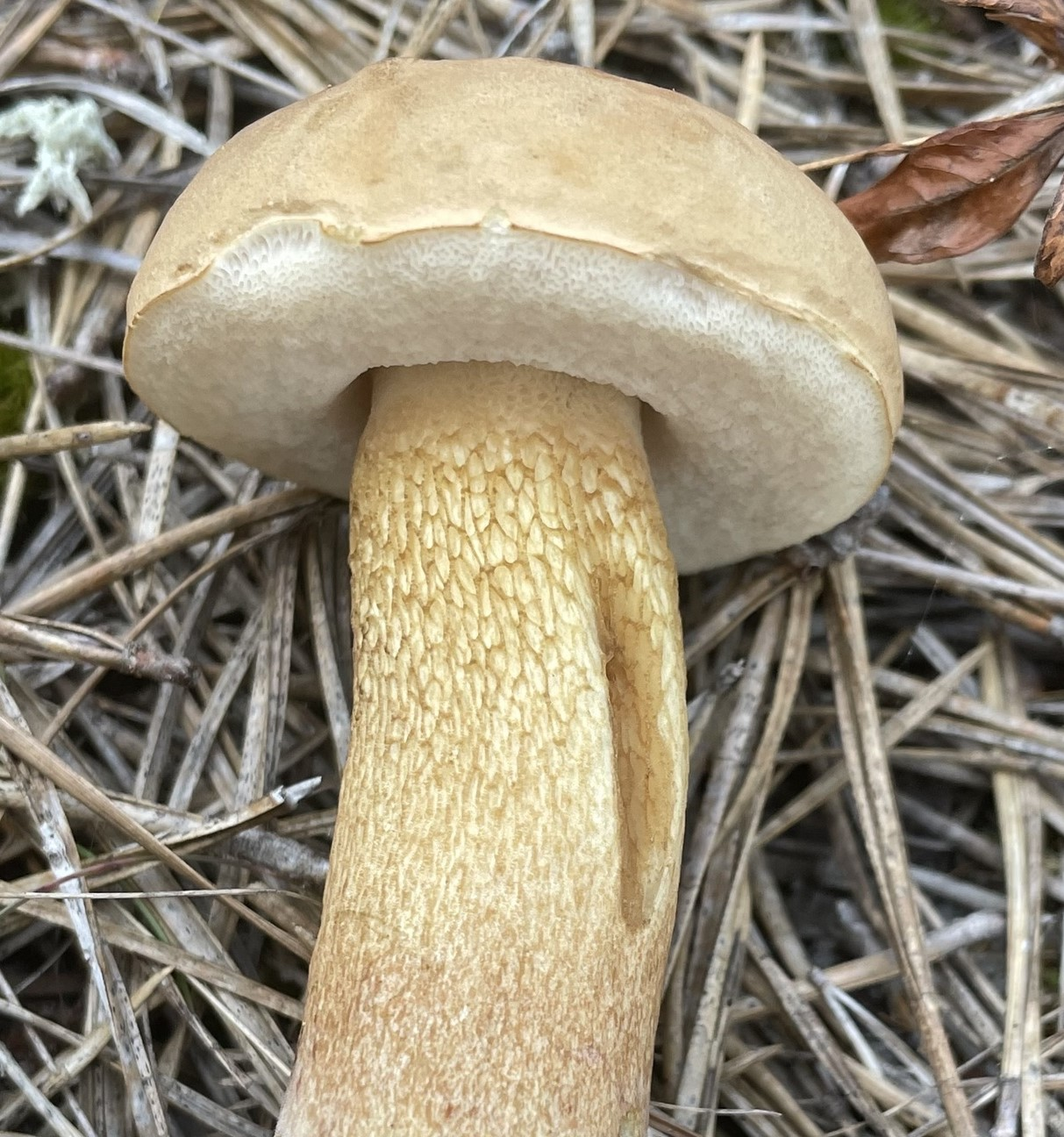
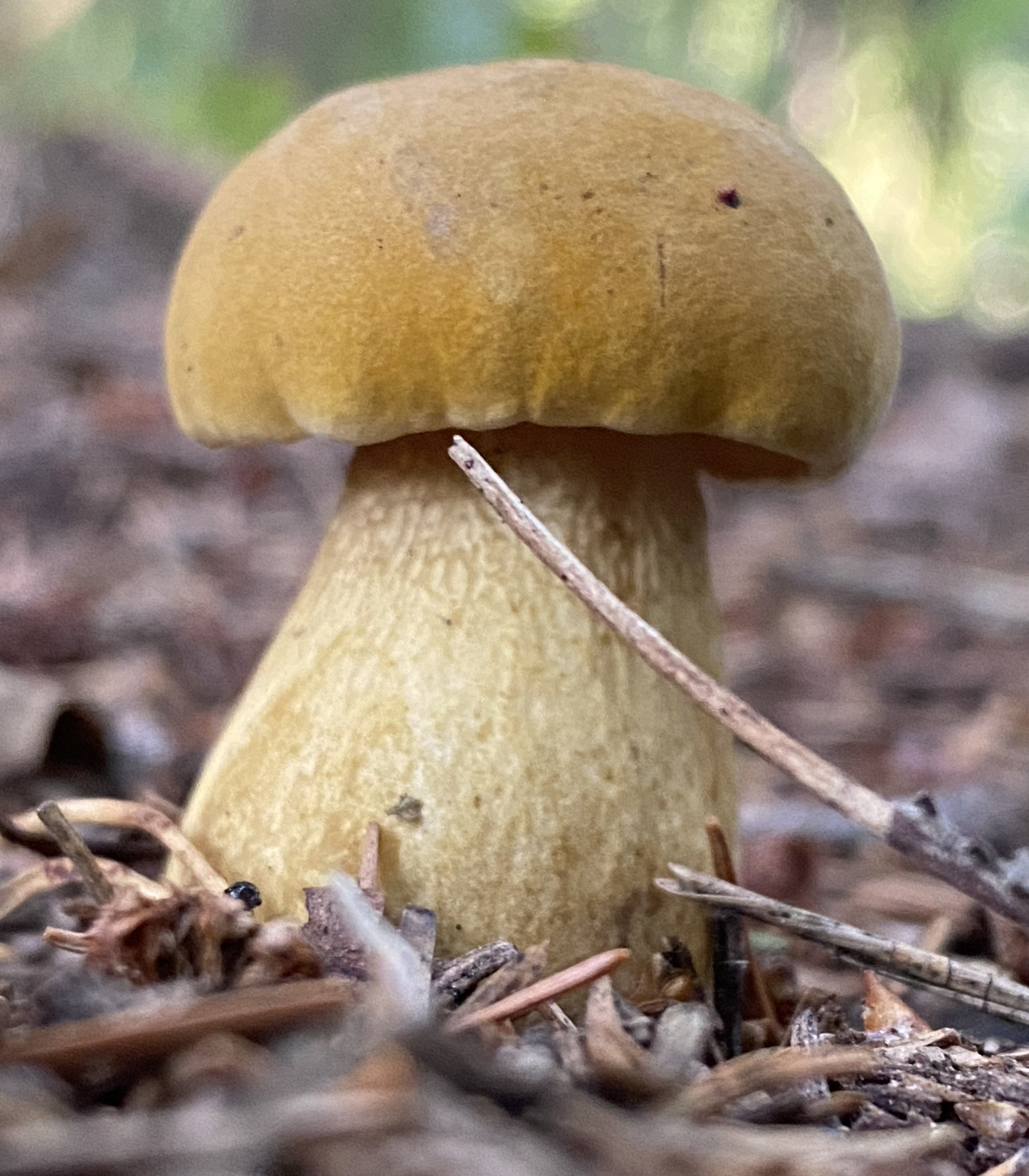
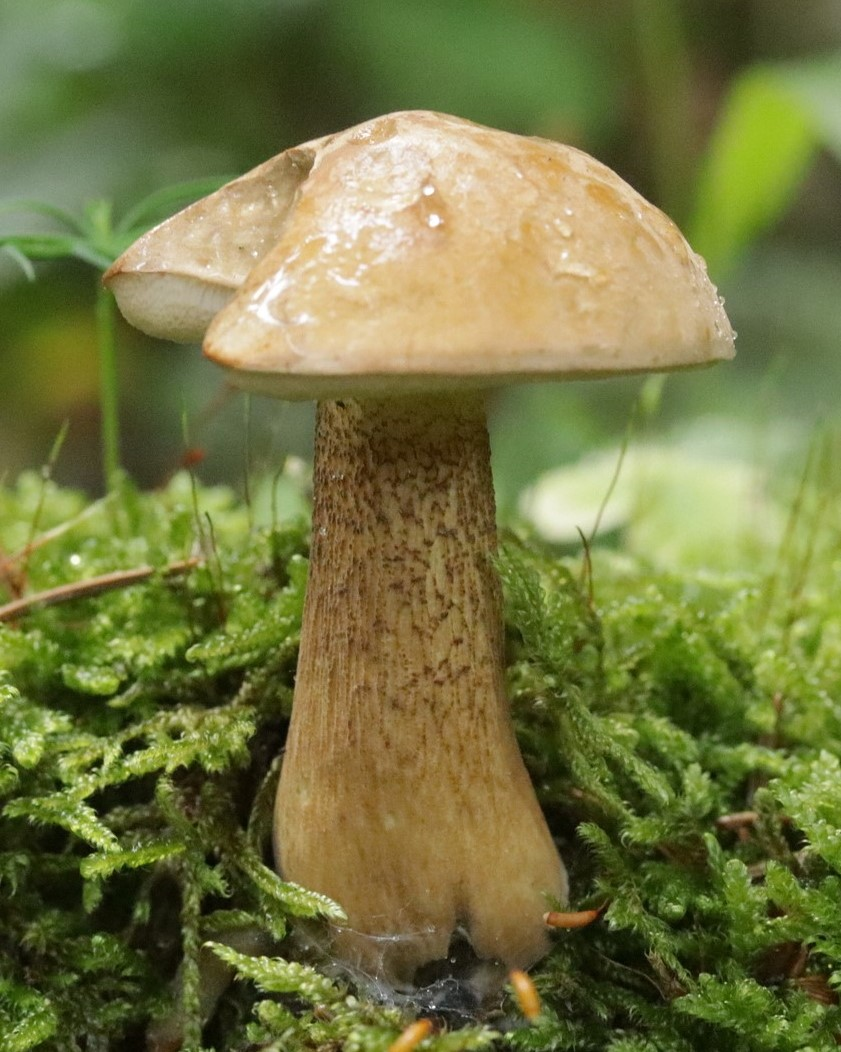
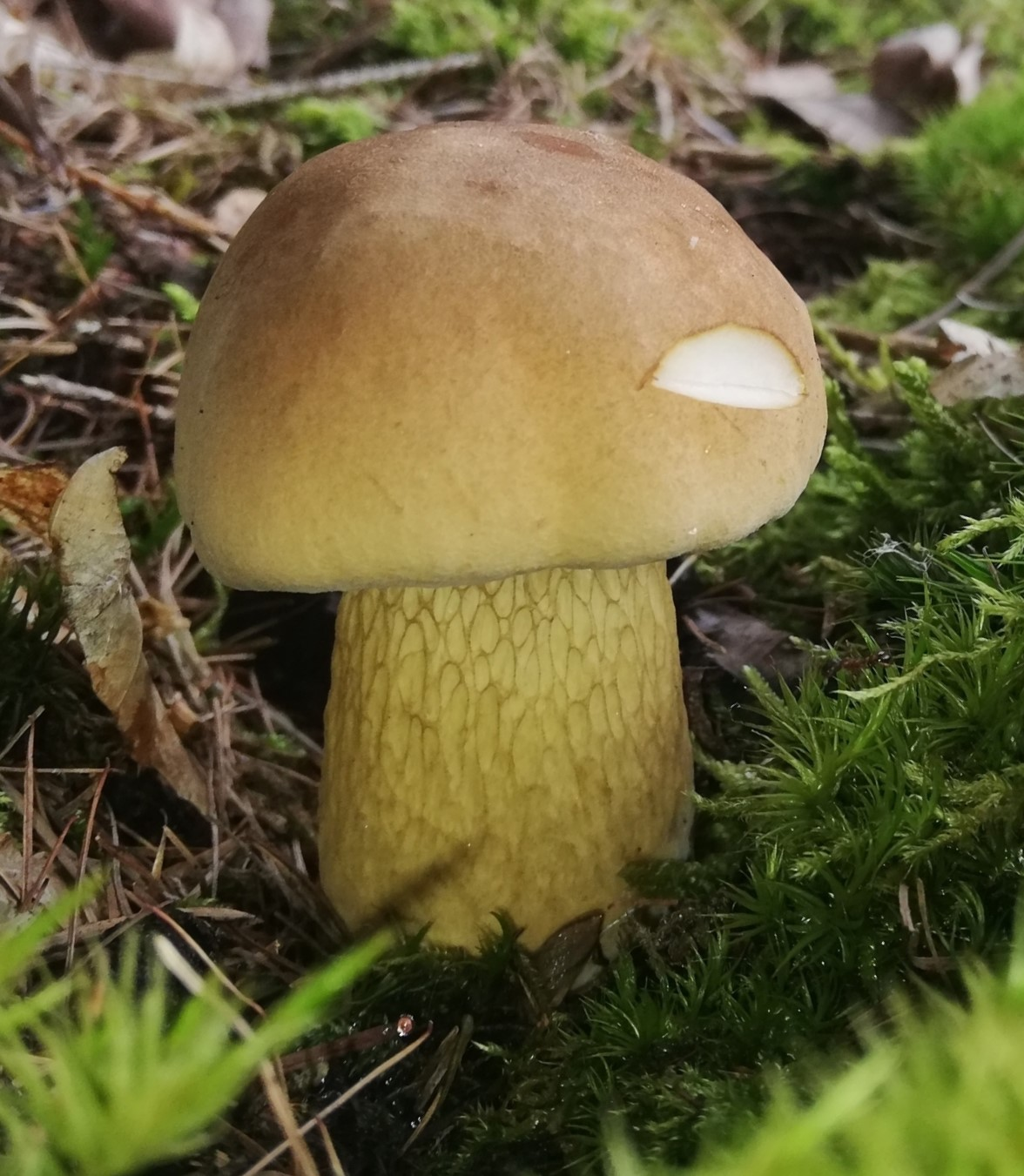
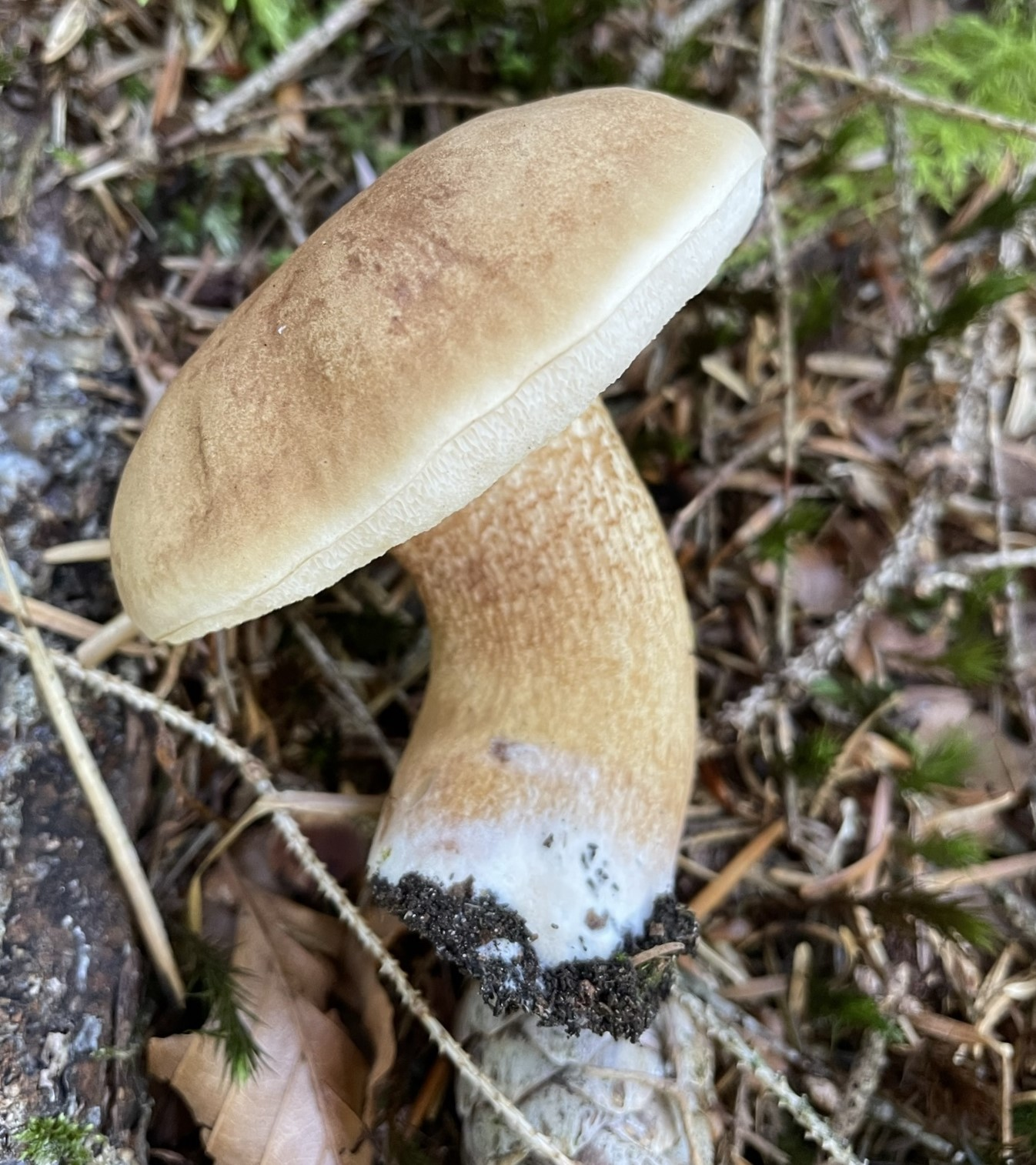
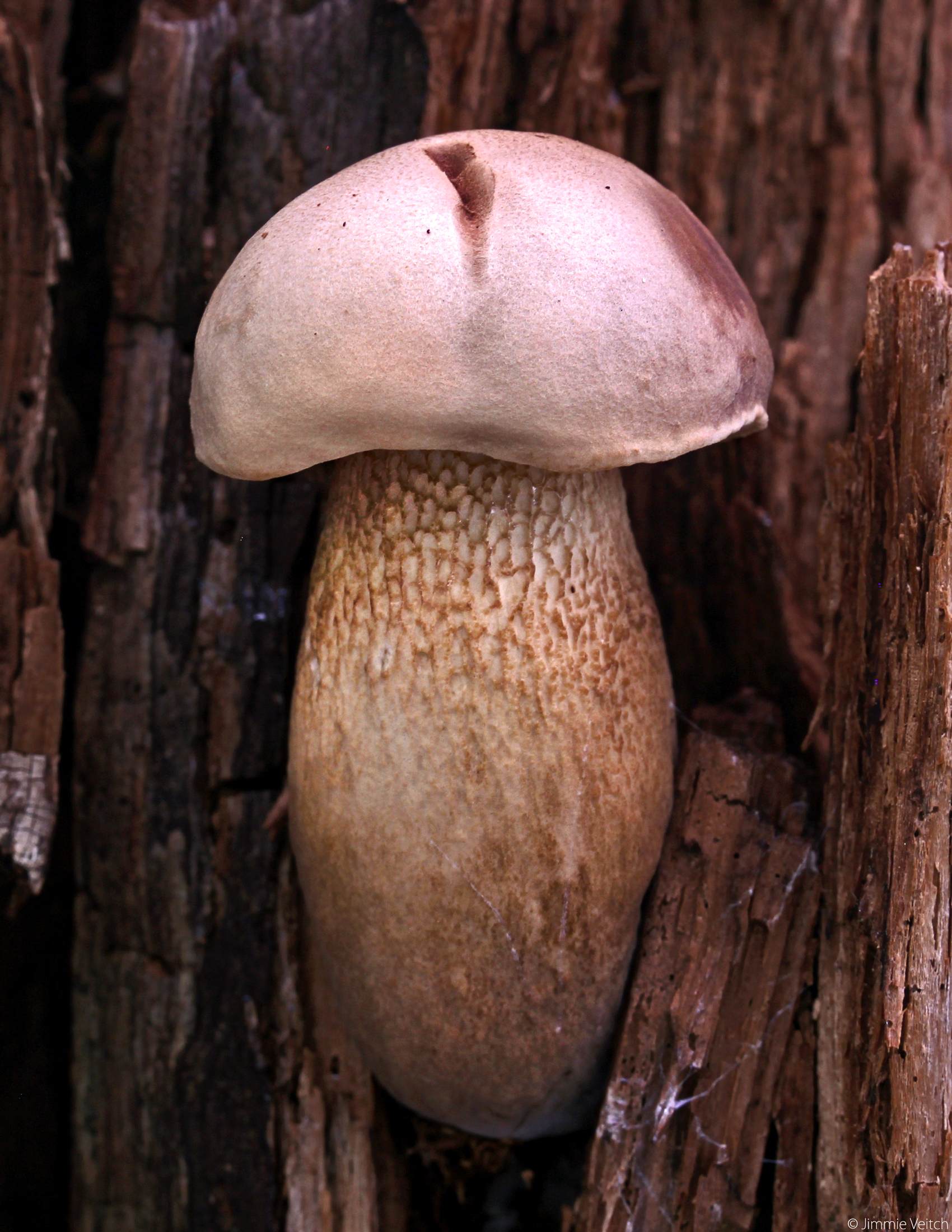
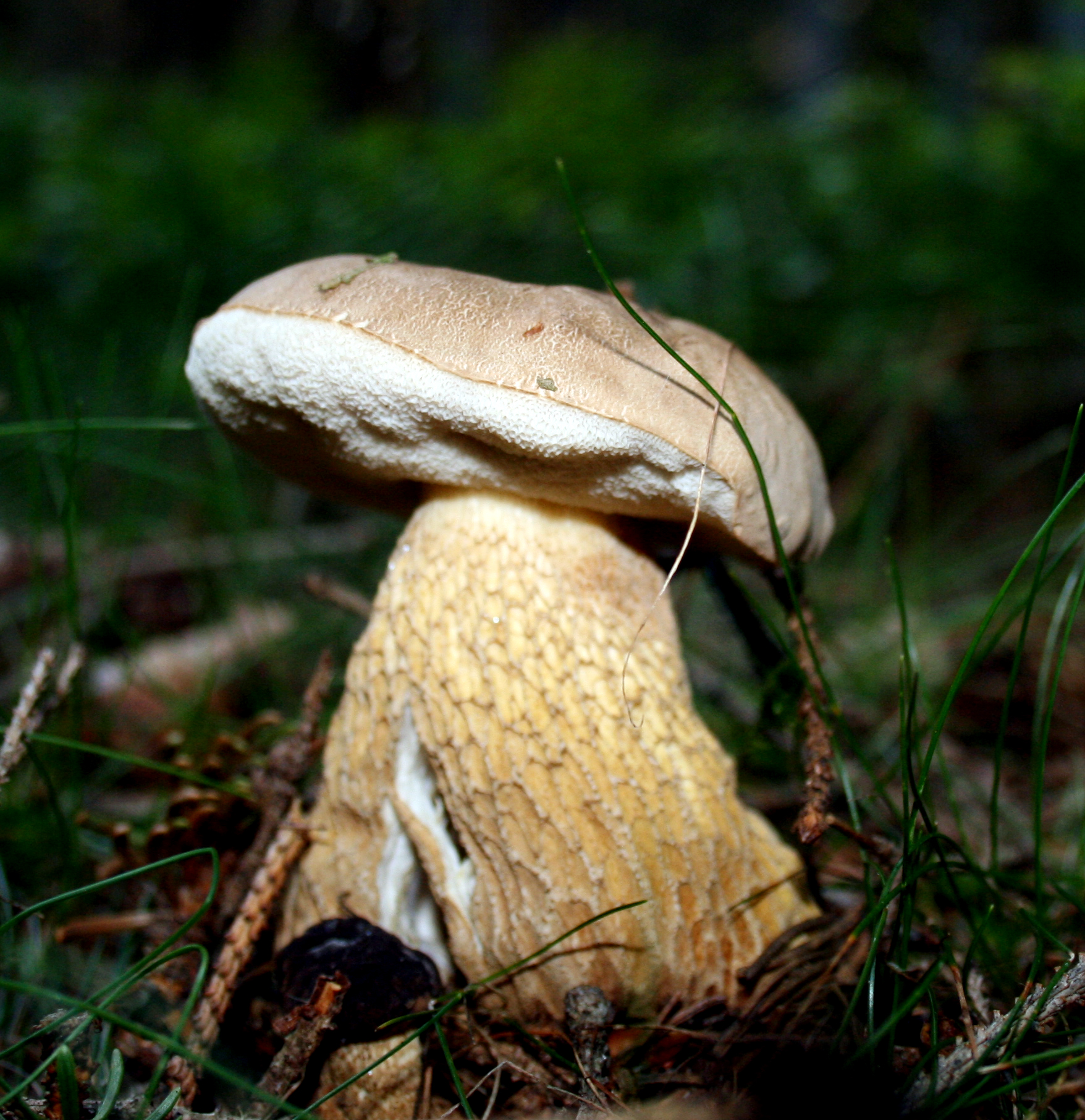
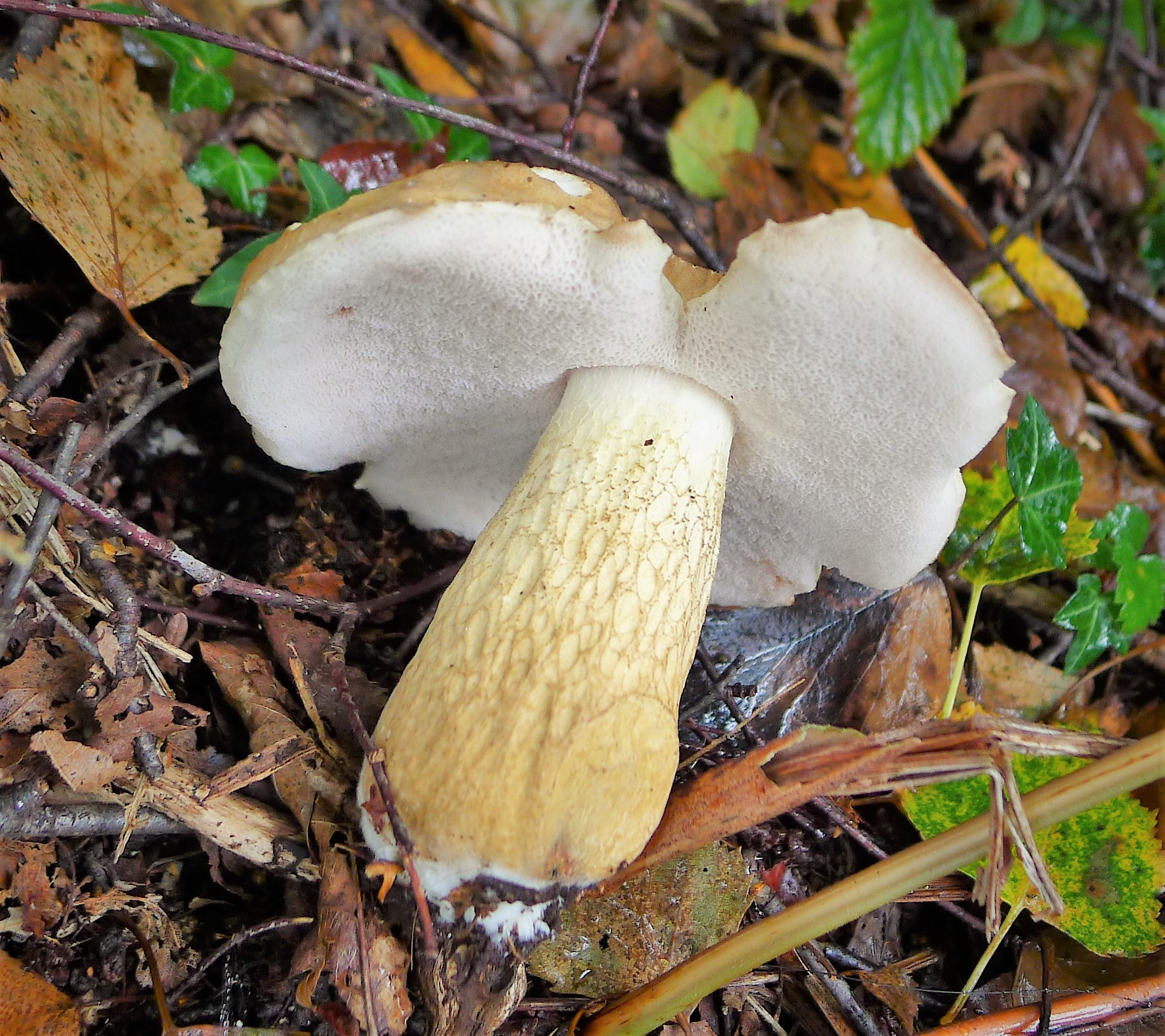
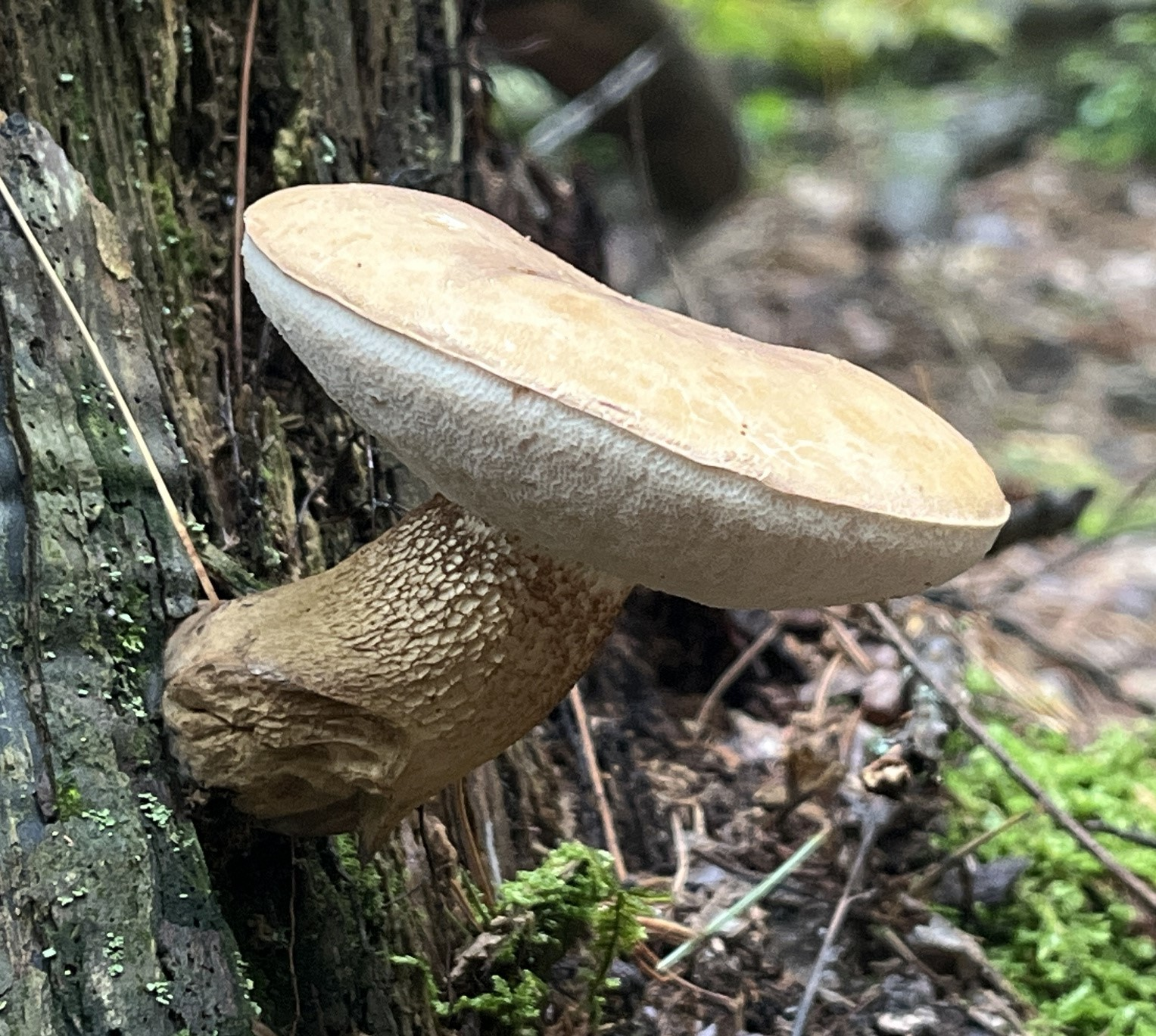
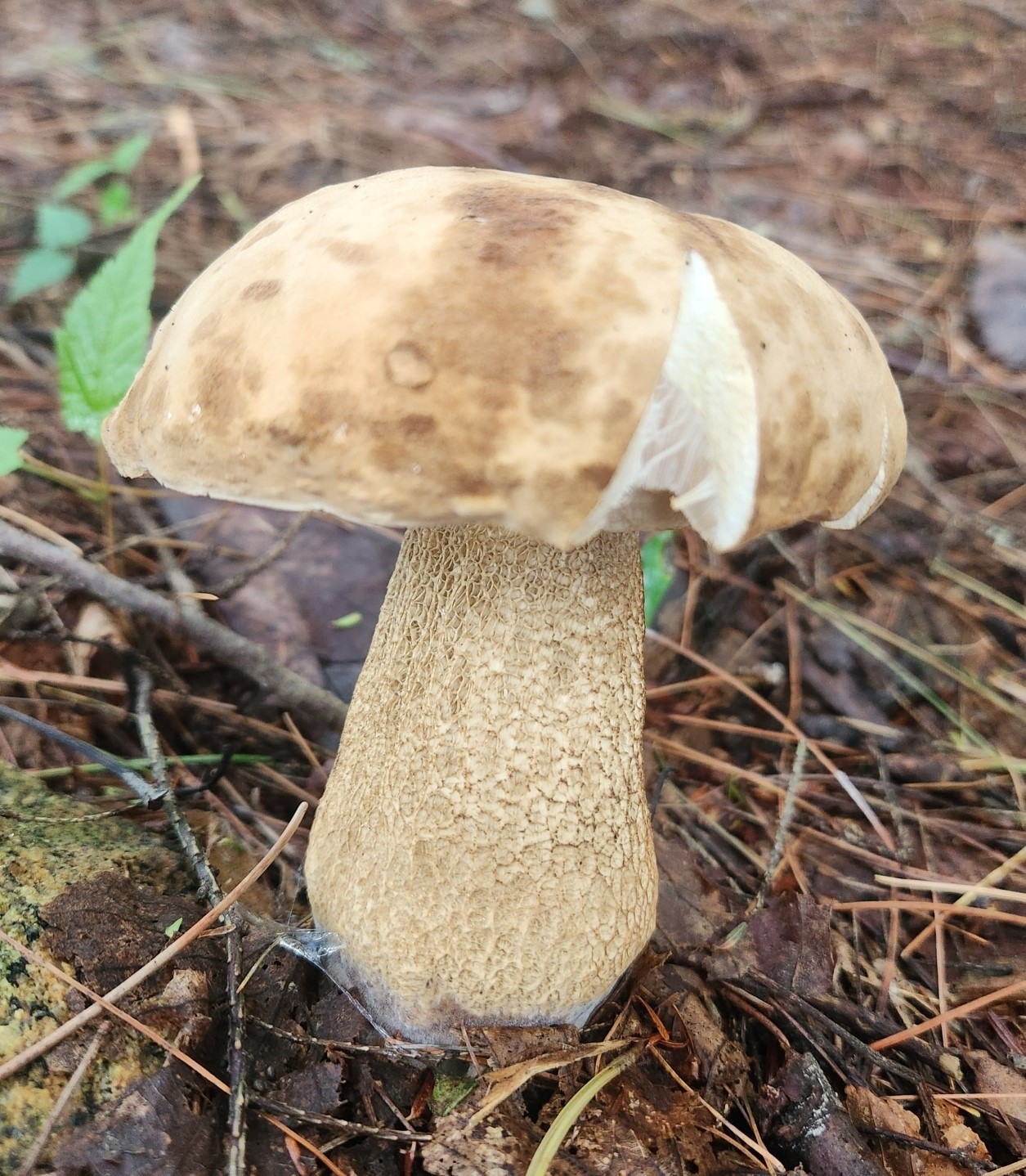
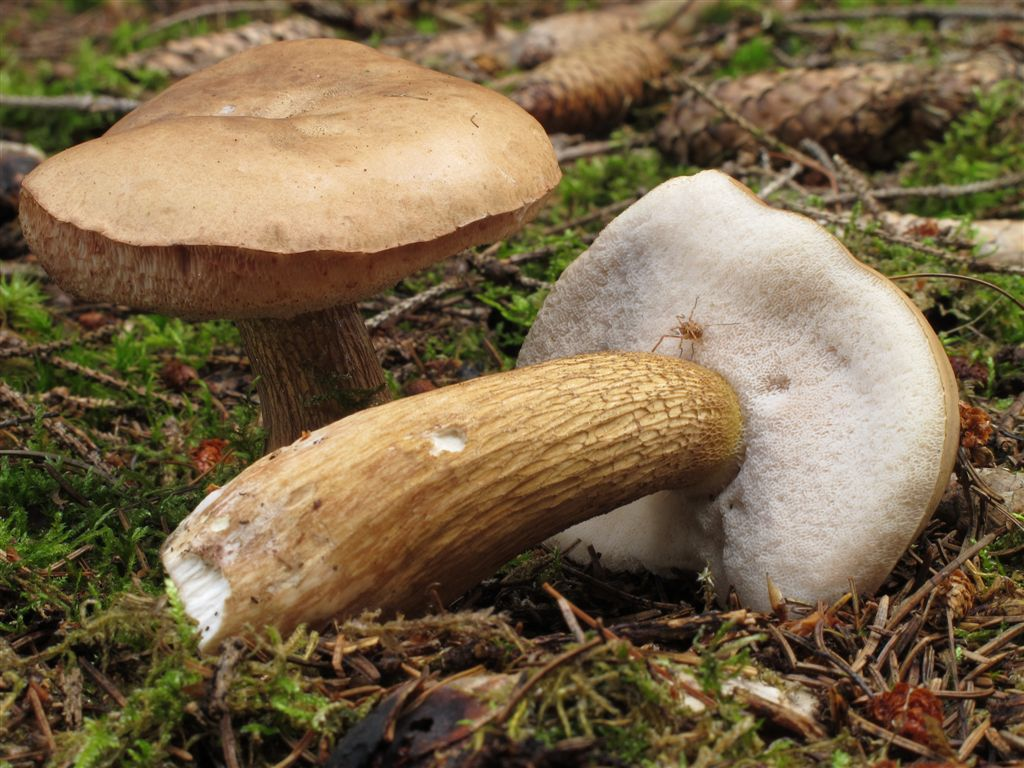
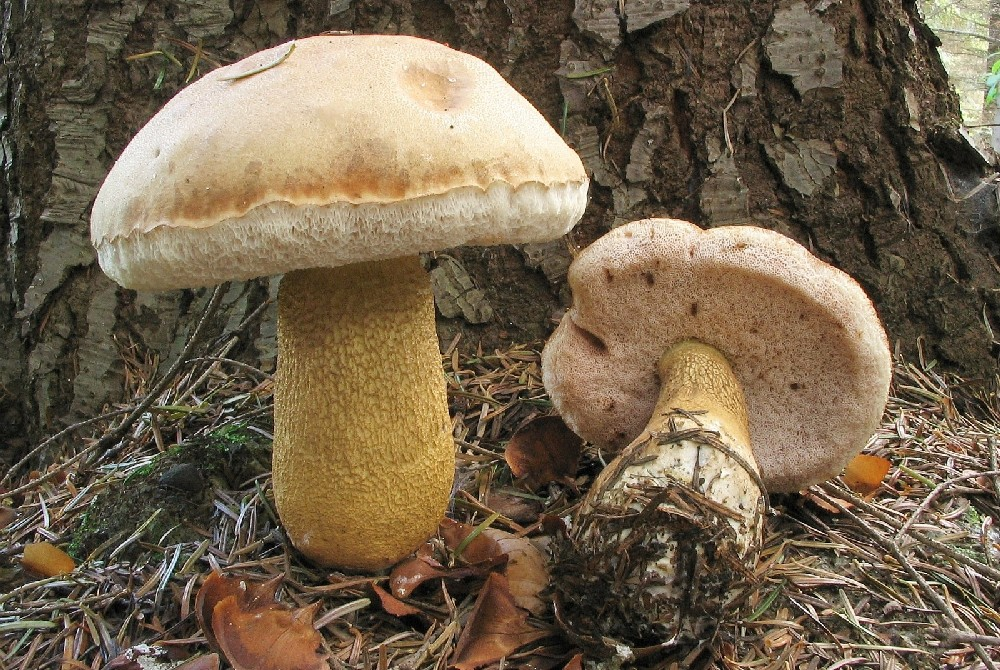
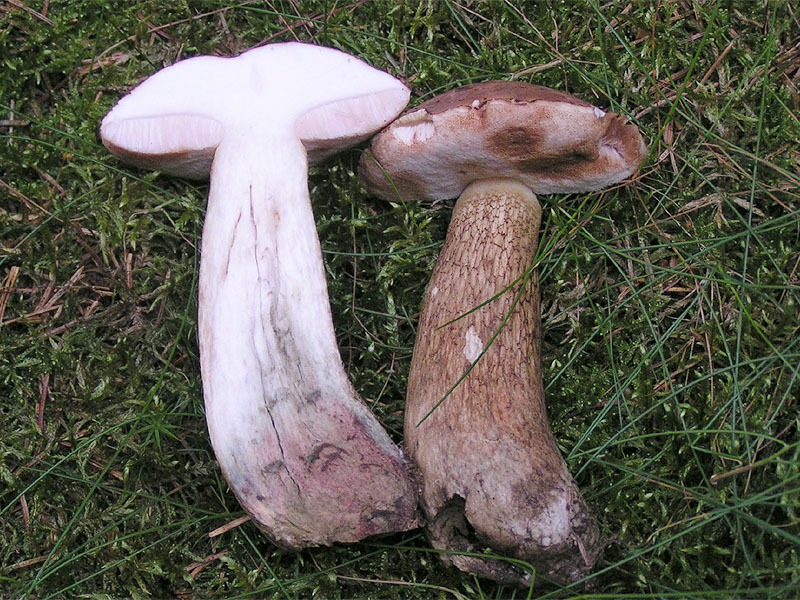
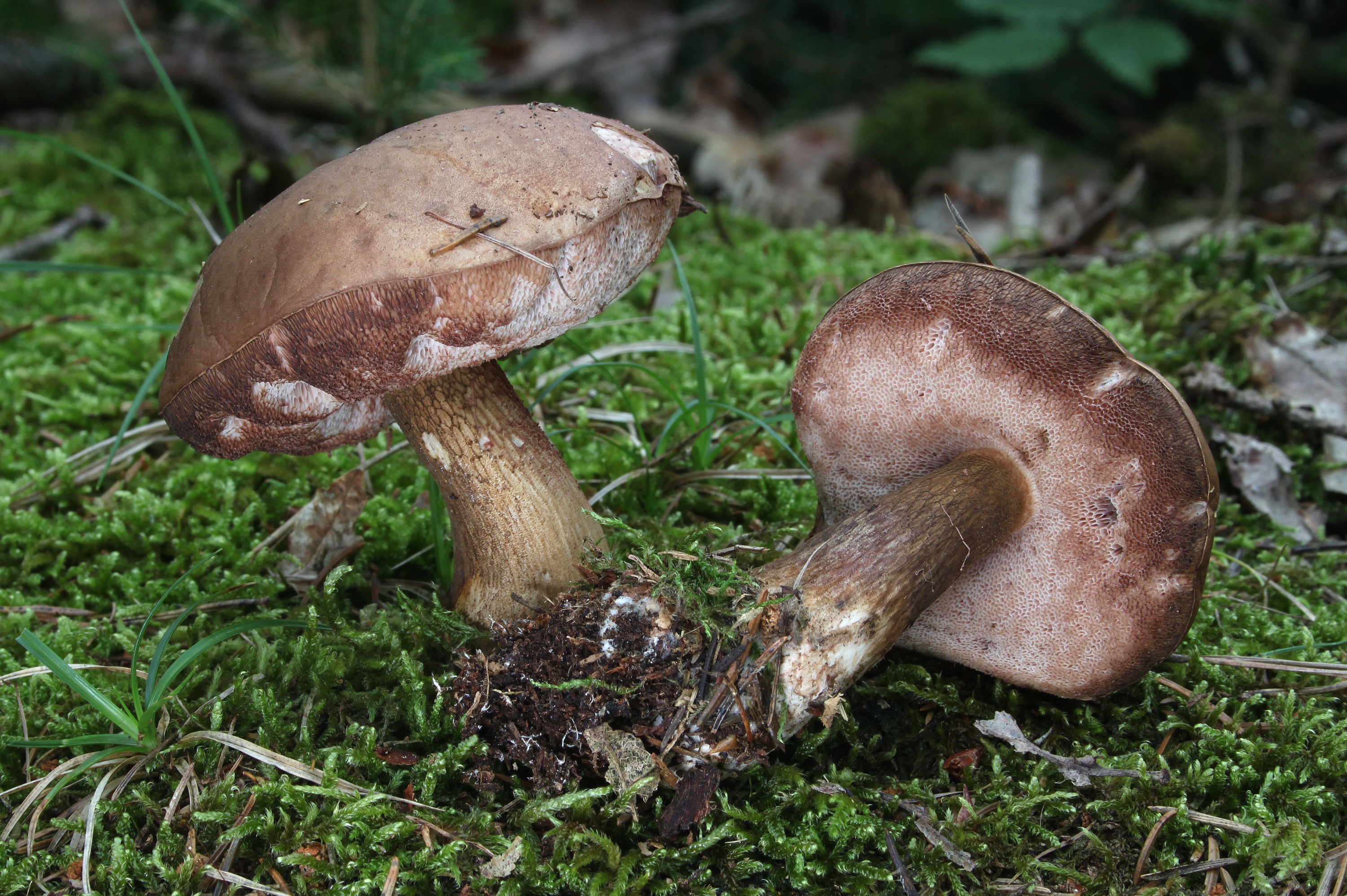
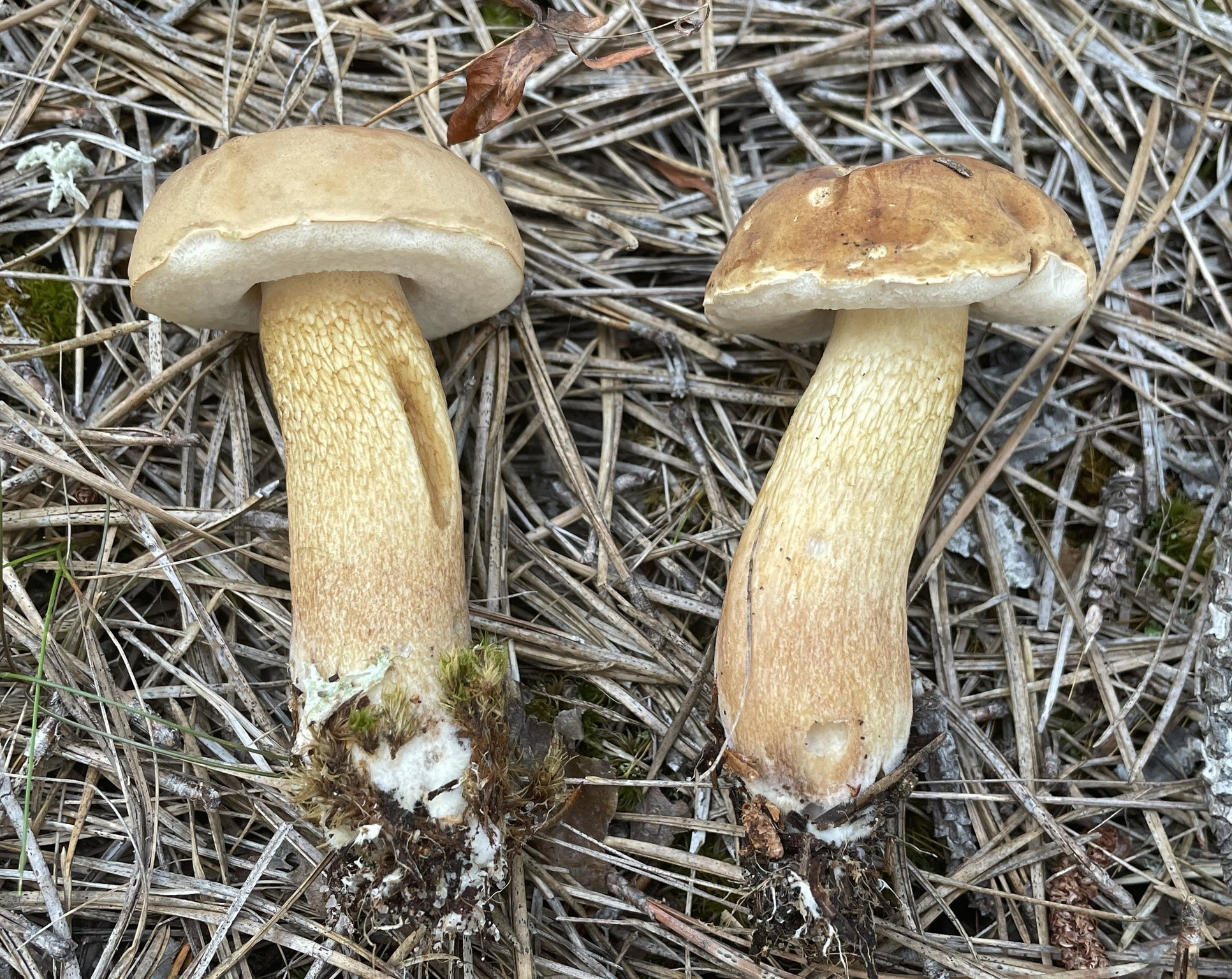
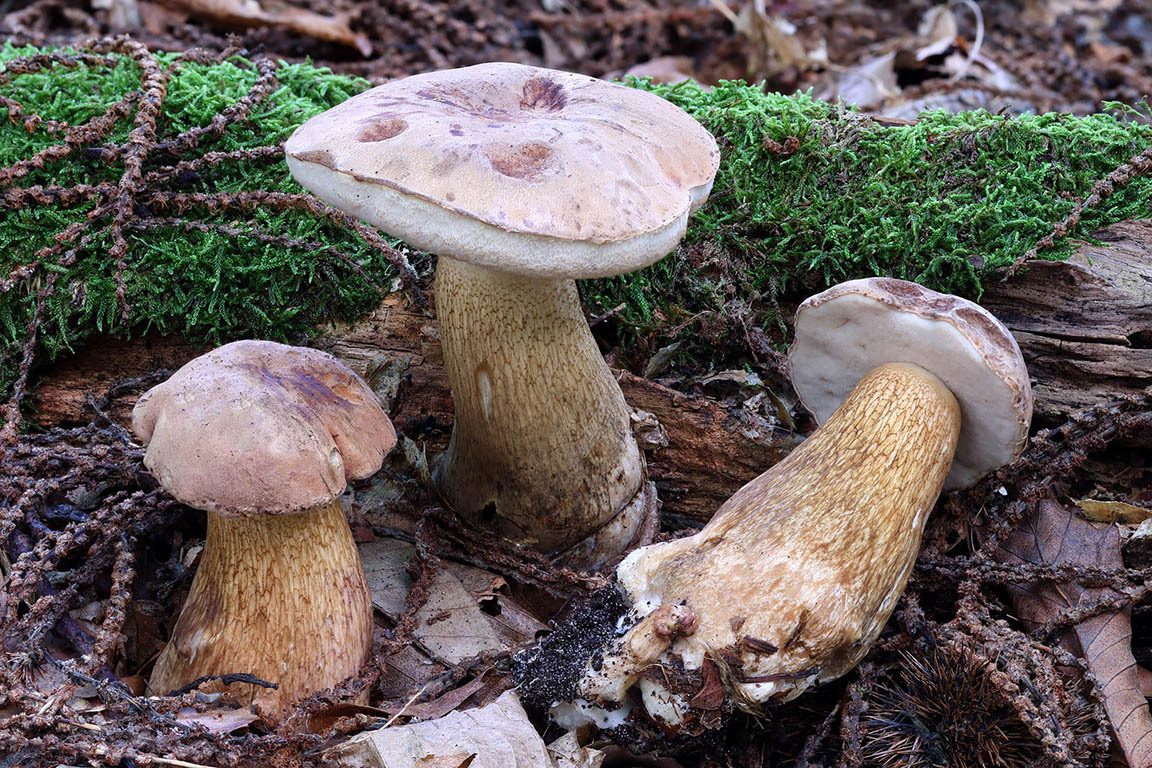
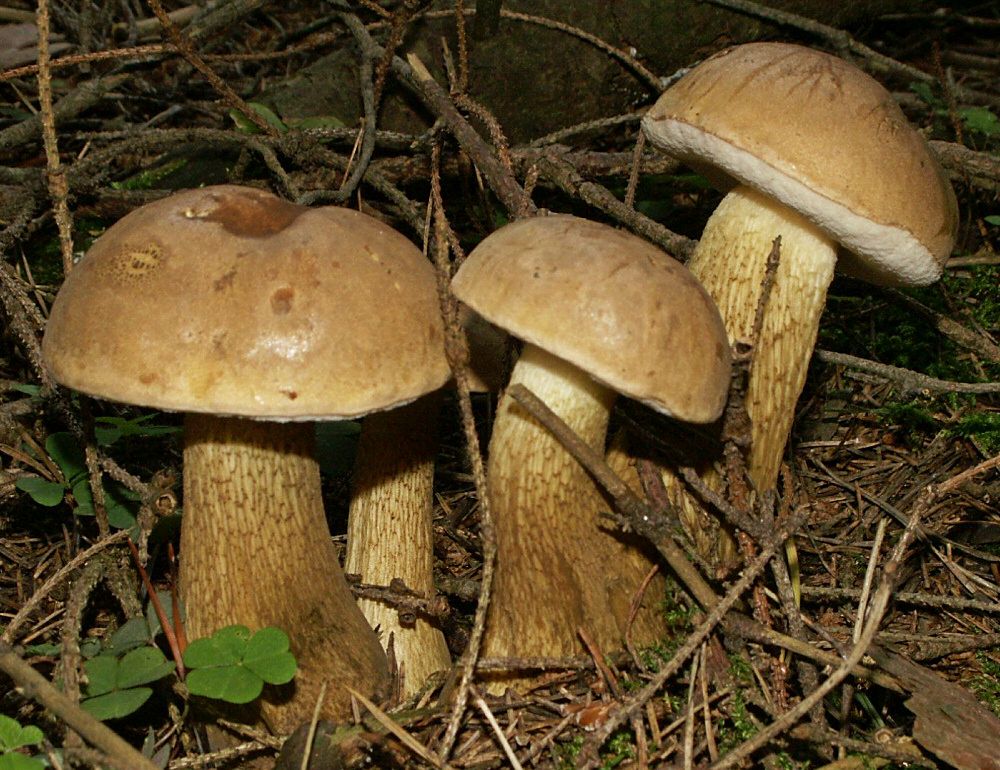
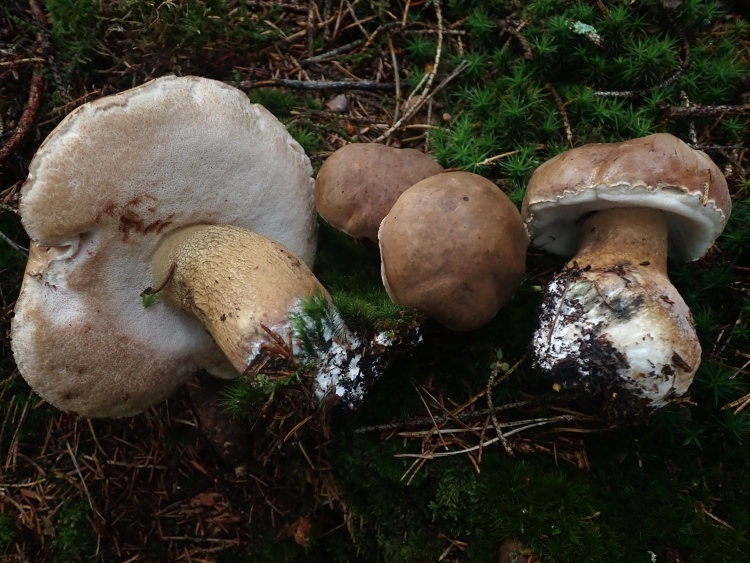

## Variétés et formes
- Tylopilus felleus var. alutarius est plus sombre, moins réticulé et de saveur subdouce, très peu ou pas amère. Sous conifères de montagne[7].
- Tylopilus felleus var. fuscescens, à la chair bleuissante au-dessus des tubes et sous le cortex du stipe[8].
- Tylopilus felleus var. minor, à carpophore et spores plus petits que le type[8].
- Tylopilus felleus var. gracilis[8]

## Habitat et distribution
C'est un champignon ectomycorhizien. On le trouve principalement dans les forêts de feuillus. T. felleus y préfère les chênes et hêtres. Les bois de résineux peuvent également l'accueillir, sous pin, épicéa commun.

## Comestibilité
À la cuisson, son amertume se renforce et peut rendre tout un plat inconsommable, voire provoquer vomissements ou indigestions . L'espèce peut être considérée comme toxique dans le sens où elle peut éventuellement être émétique si ingérée (en admettant qu'elle arrive à être consommée en faisant abstraction de son amertume intense). Elle contient de la muscarine, mais à des doses trop faibles pour être dangereuses. 

## Confusions possibles
Le Bolet amer est essentiellement confondu avec les Cèpes de par sa grande ressemblance avec ces derniers, tels que  le Cèpe de Bordeaux (Boletus edulis) ou  le Cèpe d'été (Boletus aestivalis), tous deux comestible réputés. À première vue, la ressemblance est grande, cependant, il suffit d'observer certains critères morphologiques précis pour les différencier :

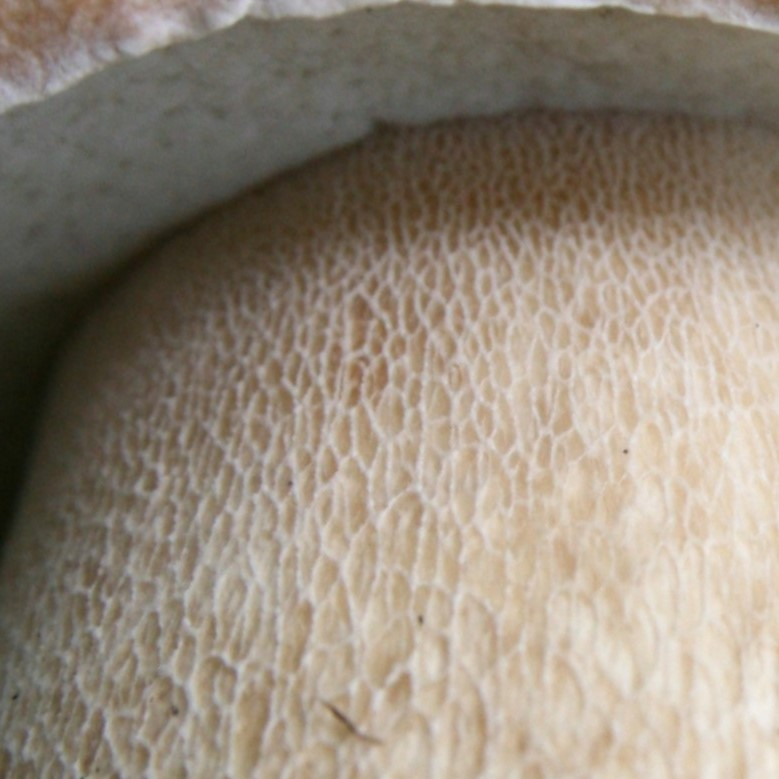
Le réseau blanc, fin, complexe et non proéminent d'un Cèpe.

- Le réseau blanc, fin, complexe et non proéminent d'un Cèpe.Le réseau, qui est surement la caractéristique morphologique la plus fiable pour les différencier. Les Cèpes et le Bolet amer ont tous deux des réseaux ornant leur pied, cependant, le réseau des Cèpes est fin, complexe et d'une couleur blanchâtre, tandis que celui du Bolet amer est au contraire d'une couleur sombre, plus épais, grossier, saillant, moins complexe, plus facilement visible.

- La couleur des pores, qui, chez les Cèpes, sont d'abord blancs, jaunâtres puis enfin vert-olivâtre à maturité, mais qui chez le Bolet amer sont d'abord blancs puis deviennent bistre-rose sale à maturité, plus au moins brunissants à la pression. L'utilisation de ce critère de couleur pour de jeunes Bolets amers peut cependant être plus ardue car les pores sont donc encore blancs à ce stade.
- Comme critères moins importants, on peut aussi noter l'hyménophore qui a tendance à plus ou moins s'enfler sous le chapeau à maturité et un pied moins obèse dans sa jeunesse pour le Bolet amer.

Critères morphologiques à part, une autre technique pour reconnaitre facilement le Bolet amer est simplement de le gouter, en mâchant puis recrachant un morceau, l'amertume se rendra rapidement notable, alors que les Cèpes auront une saveur douce.